# 北条政顕
北条 政顕（ほうじょう まさあき）は、鎌倉時代後・末期の武将・鎮西探題。北条氏の一門。父は金沢流北条実政で、金沢政顕とも称される。北条貞顕の従兄にあたる。

## 生涯
文永6年（1269年）、北条(金沢)実政の子として生まれる。正応5年（1292年）ごろ、肥後守護となったという。
正安3年（1301年）9月、父・実政の出家に伴い、家督と探題職・守護職を譲られる。その後、15年ほどに亘って在任し、相論に対するものをはじめとした85通の裁許状や鎮西下知状を発給している。
その間、嘉元2年（1304年）ごろには上総介となっているようだが、翌嘉元3年（1305年）から延慶2年（1309年）までの間は北条宗方の陰謀事件（嘉元の乱）との関連により裁許状を発給していない。
正和5年(1316年)には鎮西探題を辞任。その後、次の阿蘇随時が探題に就任するまで約１年間、嫡子の種時（たねとき）が代理で探題職を務めていることから、同年に没したとも考えられる。